# La representació de la l palatal en català
Aquest article de Pompeu Fabra és una crítica d'una proposta de Melcior Cases, publicada al Bolletí del Diccionari de la Llengua Catalana, on defensava una nova grafia per a la representació de la l palatal: ly en lloc de ll.
A la primera gramàtica de la llengua catalana, Ensayo de Gramática del Catalán moderno, escrita per Pompeu Fabra en castellà l'any 1891, afirma que és un defecte de la nostra ortografia considerar que el so de l palatal es representi mitjançant ll.
En la Contribució de la Gramàtica de la Llengua Catalana, Fabra ja comentava la conveniència d'adoptar una nova grafia per a la l palatal, però sense proposar cap resultat. En canvi, Melcior Cases proposa representar la l palatal per la combinació ly. Per exemple, filya, palya, castely, lyop, en lloc de filla, palla, castell, llop. Segons aquest, la grafia ly és la que està més d'acord amb l'etimologia i la tradició i, per tant, la grafia ly seria preferible a la grafia ll.
Fabra exposa arguments formals i exemples que indiquen que la combinació li del llatí no és l'única que hagi evolucionat de forma regular a l palatal. En català hi ha hagut una palatalització de l produïda per:
- i o e consonant (FILIA > filla, PALEA > palla, etc.)
- una altra palatalització de l inicial (LUPU > llop, LOCU > lloc, LUNA > lluna, etc.)
- de l doble (CABALLU > cavall, GRILLU > grill, ANELLU > anell, etc.)
- agrupació de c i l per supressió de la u medial posttònica: APUCULA > abella, AURICULA > orella, OCULU > ull, etc.)

Així doncs, només en certs casos pot dir-se que ly no fa més que reemplaçar una i llatina per una y grega.
Per acabar, Fabra reconeix, després d'oferir una solució molt més complexa i difícil d'adoptar, que la proposta de Cases simplificaria molt l'ortografia, però que al mateix temps donaríem a moltes paraules una forma gràfica —ly— que mai han tingut.